# آپارتمان

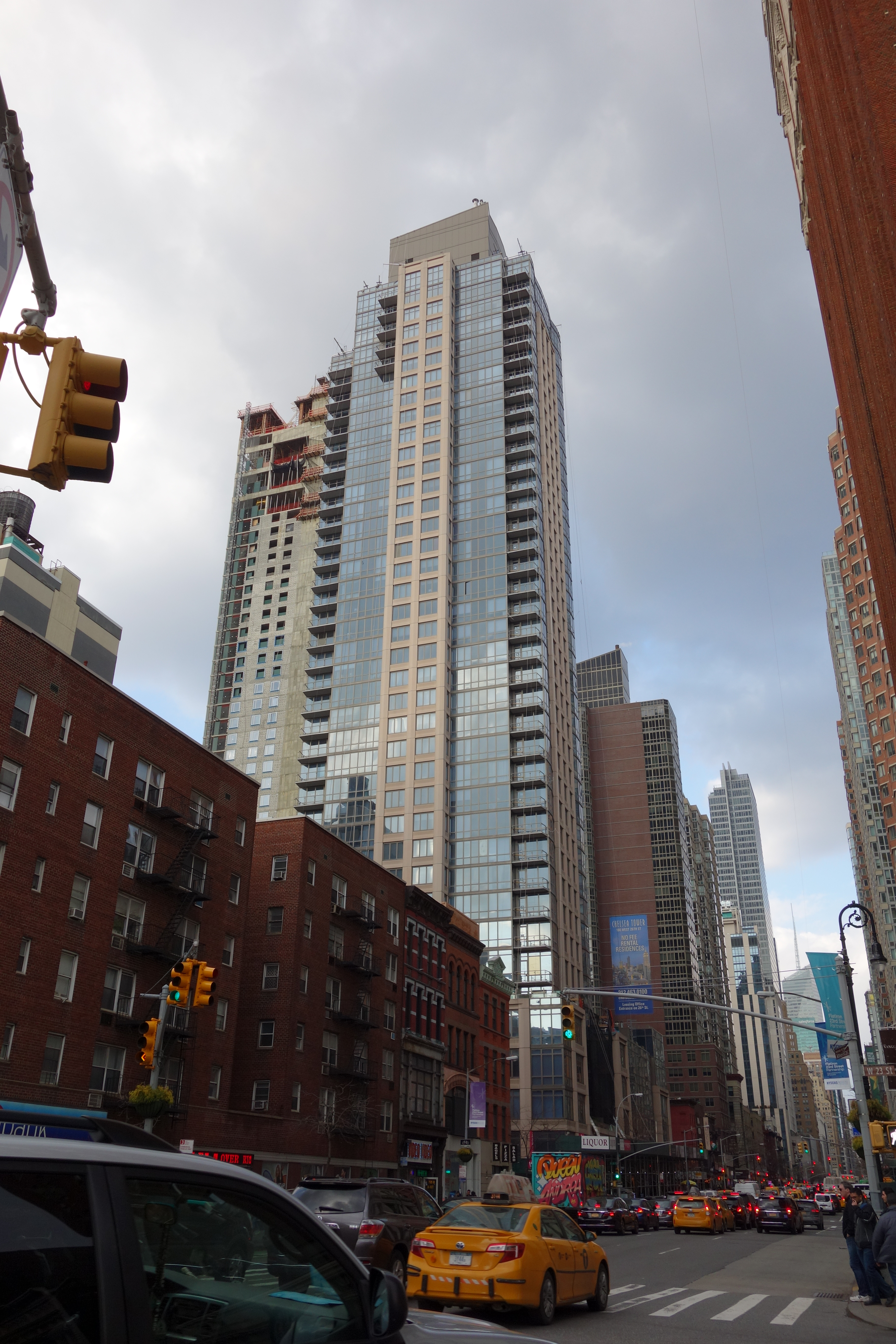
نمایی از یک آپارتمان در منهتن، نیویورک

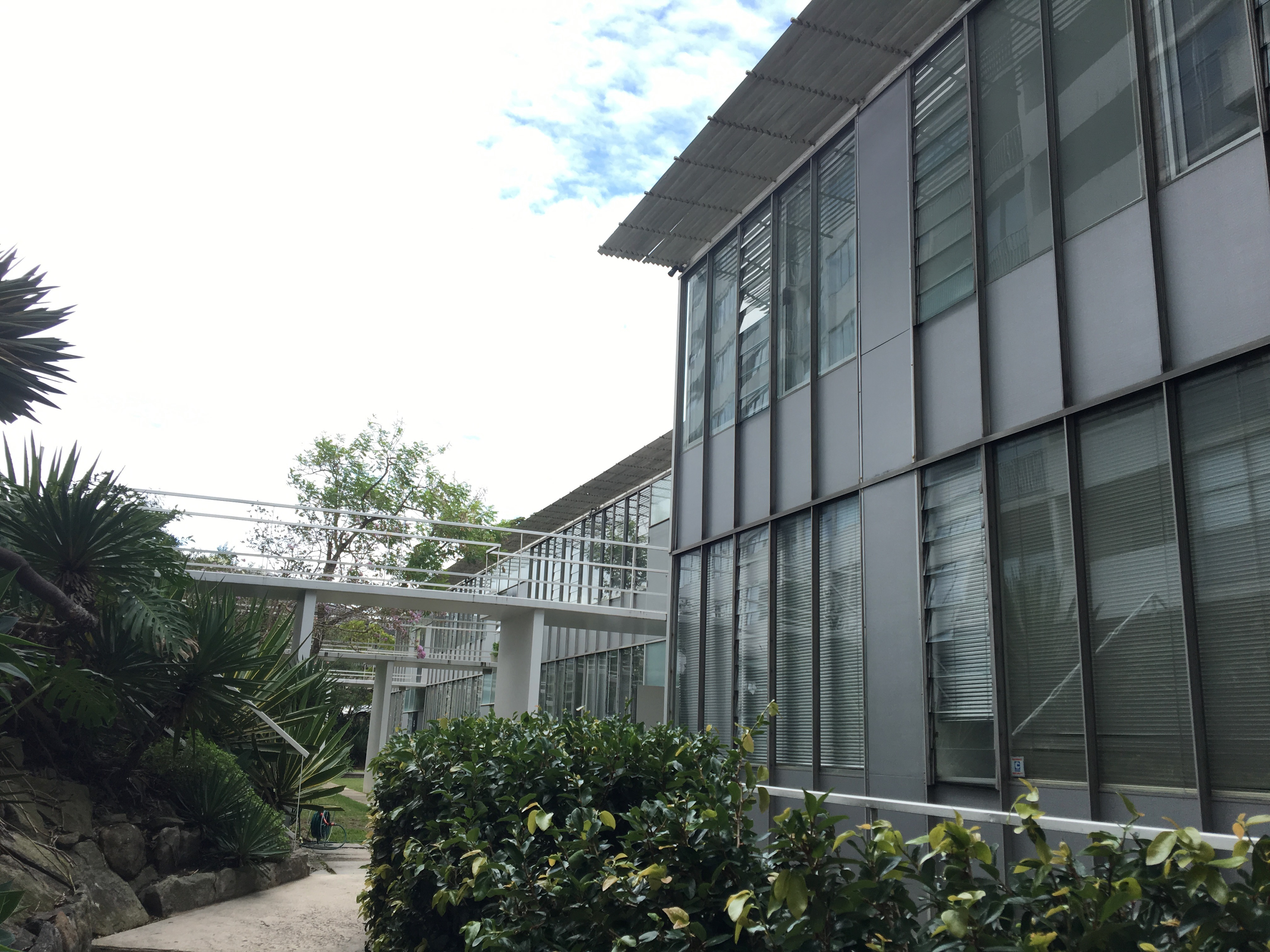
نمایی از یک آپارتمان ساخت ۱۹۵۴ میلادی در سیدنی

آپارتمان یا کاشانه (به فرانسوی: appartement) یک واحد مسکونی مستقل (گونه‌ای ملک مسکونی) است که بخشی از یک ساختمان را (به‌طور معمول در یک طبقه) اشغال می‌کند. مدت داشتاری یک آپارتمان می‌تواند در هر کشور با توجه به قانون و گونه اجاره، متفاوت باشد.
بر پایه تعریفی که در قانون آپارتمان‌نشینی ایران از آن شده‌است، عبارتست از یک واحد مستقل در ساختمان چند طبقه که کارکرد مسکونی دارد.
در برخی کشورهای در حال توسعه و عقب‌مانده صنعتی، آپارتمان‌نشینی به اشتباه معادل شهرنشینی معنا شده‌است و به دلیل عدم وجود زیرساخت‌های رفاهی مناسب در شهرهای این کشورها، استقلال و رفاه ساکنان آپارتمان‌ها بسیار سطح پایینی دارد.

## مشکلات
با رشد جمعیت و گسترش آپارتمان‌نشینی، معضلات آپارتمان‌نشینی نیز هویدا شد. آپارتمان نشینی به سبب زندگی افراد مختلف از فرهنگ‌ها و سلایق مختلف در کنار هم موجب بروز مشکلات مختلف شده‌است. از مشکلات مختلف آپارتمان نشینی که درصورت عدم وجود فرهنگ آپارتمان نشینی به وجود می‌آید می‌توان به ایجاد مزاحمت و سروصدا برای همسایگان، اختلاف نظر بر سر مسائل ساختمان و مسائل بهداشتی اشاره کرد.

## کلاس‌ها

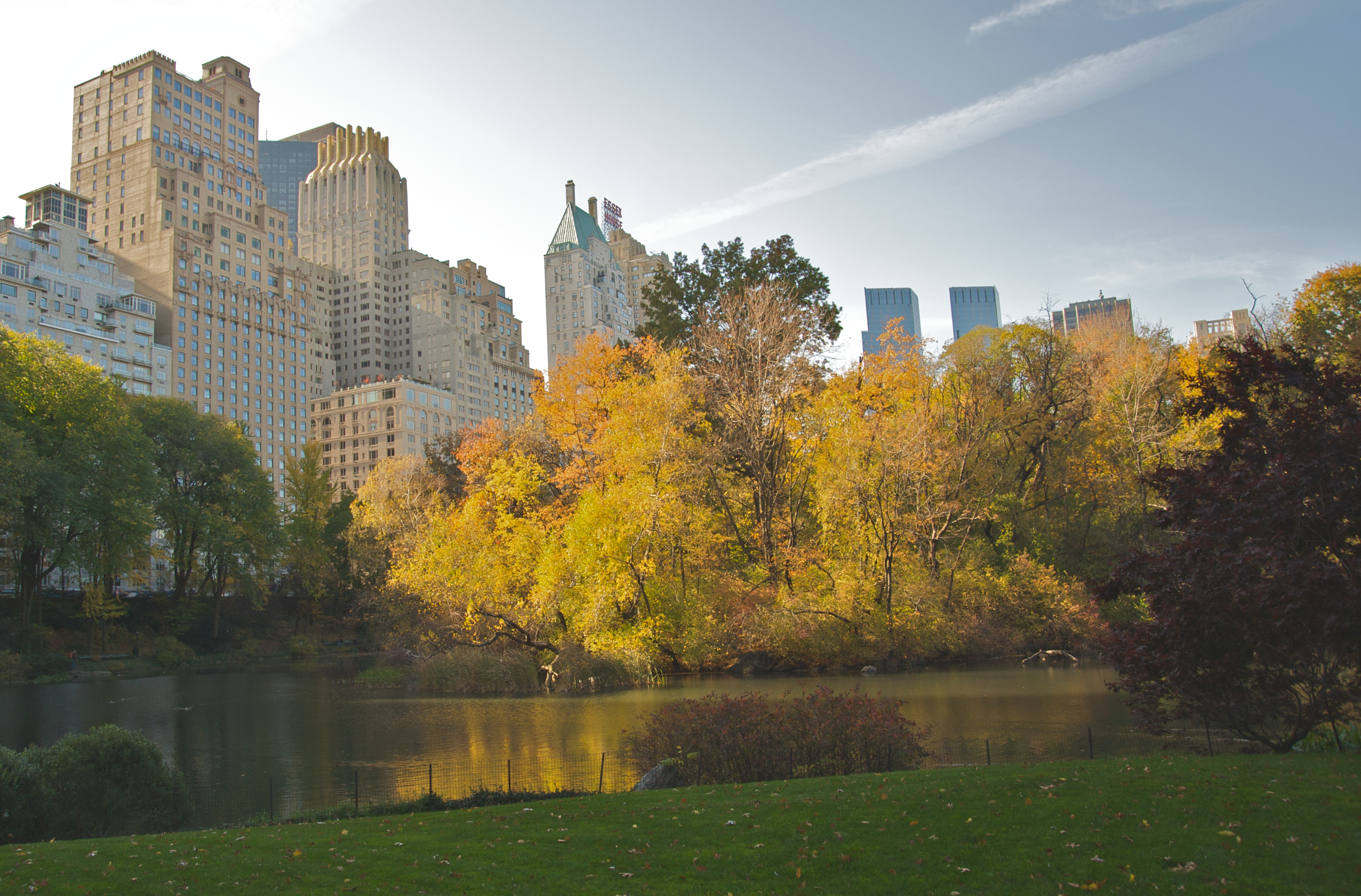
آپارتمان‌ها اطراف پارک مرکزی نیویورک

در ایالات متحده آمریکا، آپارتمان‌ها به‌طور معمول در یکی از چهار طبقه دارایی قرار دارند که با درجه‌بندی مشخص شده‌است. این نمرات برای کمک به سرمایه‌گذاران و کارگزاران املاک و مستغلات به زبان مشترک استفاده می‌شوند تا بتوانند ویژگی‌ها و وضعیت اموال را به‌سرعت درک کنند. آن‌ها به شرح زیر هستند:
1. آپارتمان‌های کلاس A واحد لوکس است. آن‌ها معمولاً کمتر از ۱۰ سال دارند و بیشتر آپارتمان‌هایی جدید و با نوع آپارتمانی هستند. متوسط اجاره در آن‌ها بالا است و معمولاً در مناطق جغرافیایی خوب و مناسبی هستند.
2. آپارتمان‌های کلاس B می‌تواند بین ۱۰ تا ۲۵ سال ساخت باشد. آن‌ها به‌طور کلی خوب نگهداری می‌شوند.
3. آپارتمان‌های کلاس C طی ۳۰ تا ۴۰ سال گذشته ساخته شد. آن‌ها به‌طور کلی دارنده مستاجران کم درآمد هستند و اجاره‌ها کمتر از بازار است. بسیاری از مستاجران برنامه‌ای برای خرید خانه ندارند؛ از سوی دیگر، برخی از مستاجرین آن‌ها در ابتدای زندگی و کار خود هستند و احتمالاً در حال افزایش درآمد خود هستند تا به‌خانه‌های بهتری بروند.
4. کلاس D آپارتمان‌ها، بخش معروف به «یارانه دولتی» برای مستاجران. آن‌ها معمولاً در مناطق اجتماعی و اقتصادی سطح پایین قرار دارند.

## ویژگی‌ها

### هزینه آپارتمان
مالکین آپارتمان‌ها باید هزینه‌های مشترک و مستمری را که برای بخش‌های مشترک ساختمان ضروری است، مانند آب، برق، گازوییل، گاز و غیره پرداخت نمایند. هزینه‌های قابل پرداخت یا بستگی به مساحت ارتباطی ندارند مانند هزینه تأسیسات، سرایدار، دربان، دستمزد هیئت مدیره و غیره.
پرداخت هزینه آپارتمان توسط مالک یا مستأجر آن، بستگی به قرار داد تنظیم شده بین آن‌ها دارد. چنانچه مالک طبق قرار داد از پرداخت هزینه خودداری نماید، مستأجر می‌تواند آن را از اجاره بها کسر کند. چنانچه مستأجر از پرداخت هزینه خودداری نماید، هیئت مدیره حق دارد برای دریافت آن به مالک مراجعه کند.
هیئت مدیره نیز می‌تواند برای تأمین هزینه مبلغی را از صاحبان آپارتمان‌ها به عنوان تنخواه گردان دریافت نماید.

### مدیریت
مدیر آپارتمان مسئول حفظ و اداره ساختمان می‌باشد و تصمیم‌های مجمع عمومی را به اجرا درمی‌آورد.

### مشترک (محل و بخش‌ها)
قسمت‌هایی از آپارتمان است که همه مالکین حق استفاده از آن را دارند که شامل این مکان‌ها می‌باشد:
- زمین زیر بنا
- تأسیسات قسمت‌های مشترک
- انبار عمومی ساختمان
- اتاق سرایدار
- آسانسور
- تأسیسات مربوط به راه‌پله
- وسایل تأمین‌کننده روشنایی
- وسایل ایمنی
- نمای خارجی ساختمان و محوطه ساختمان
- باغ‌ها و پارکها که جنبه استفاده عمومی دارند
- پله‌های ورود به پشت بام و پله‌های ایمنی

## گالری آپارتمان

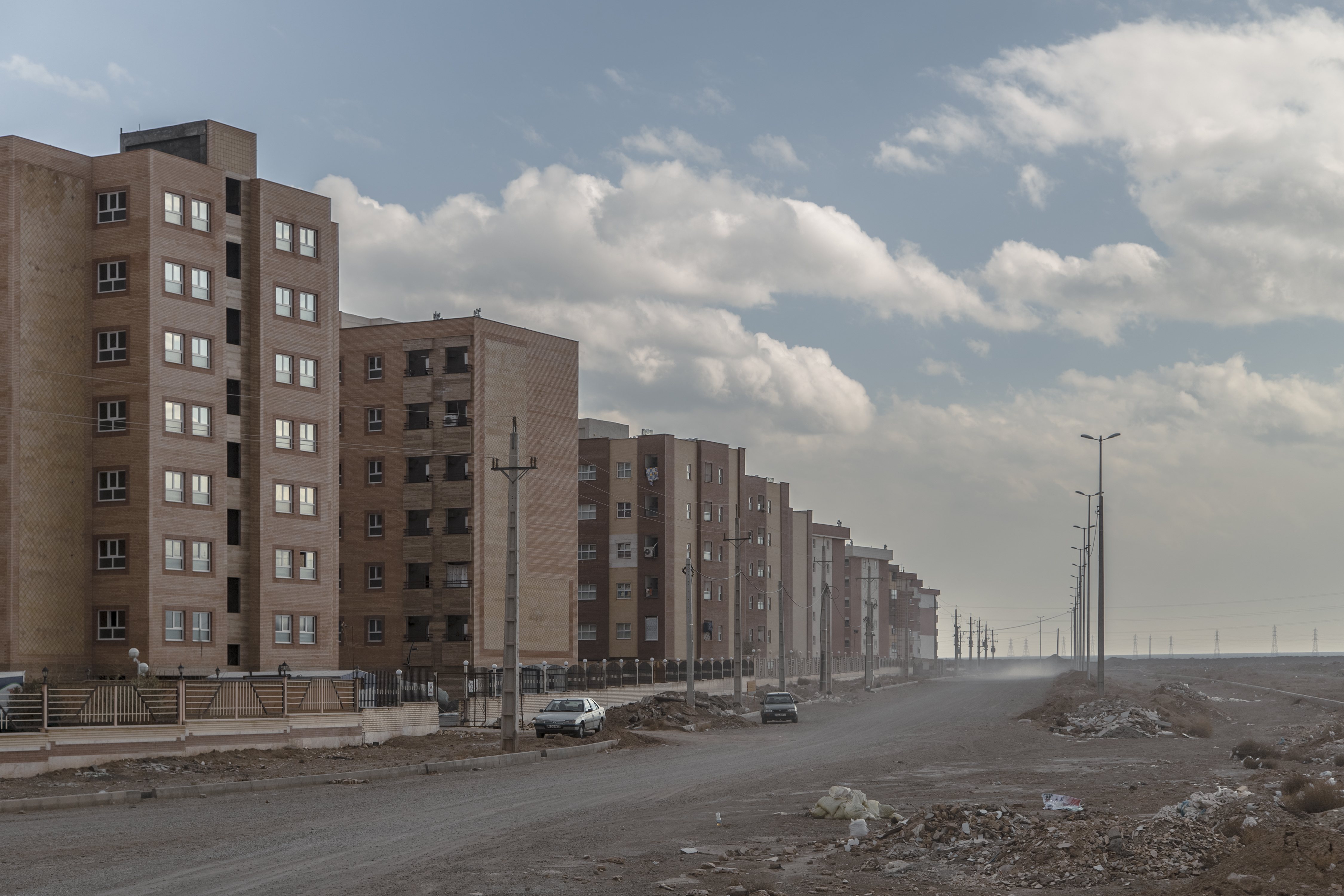
آپارتمان های شهرک پردیسان در قم
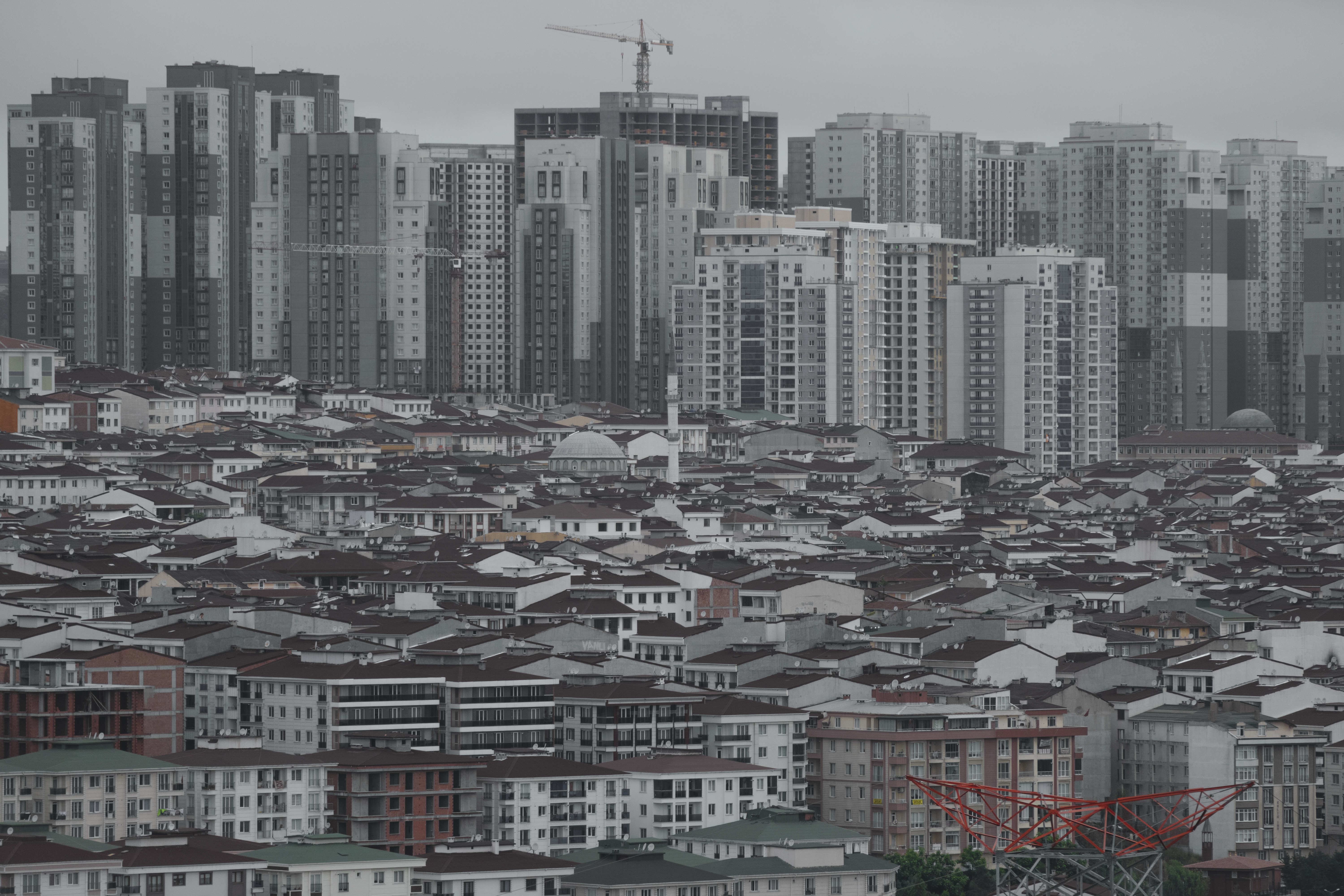
آپارتمان ها در استانبول ترکیه
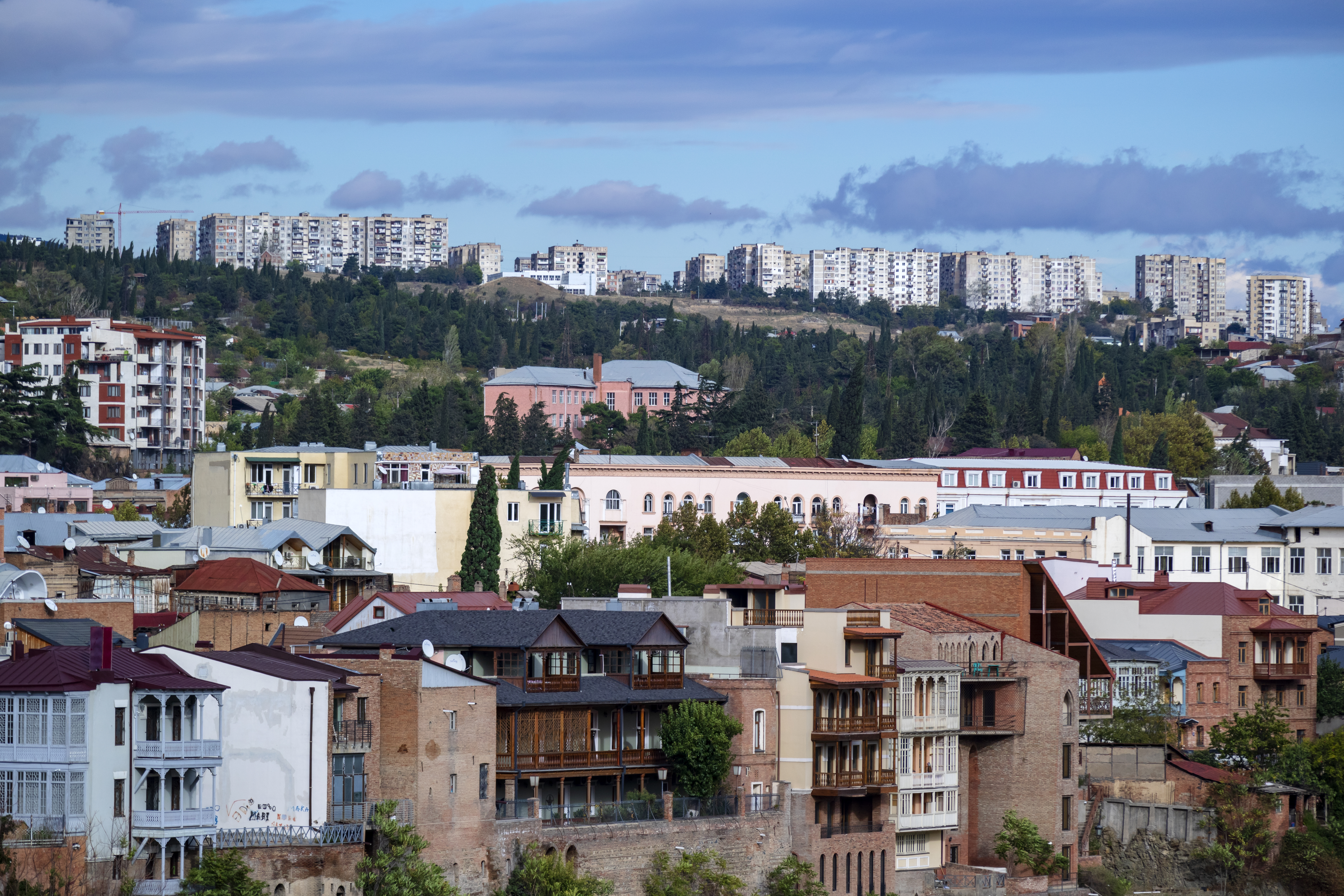
آپارتمان ها در کلانشهر تفلیس، پایتخت گرجستان
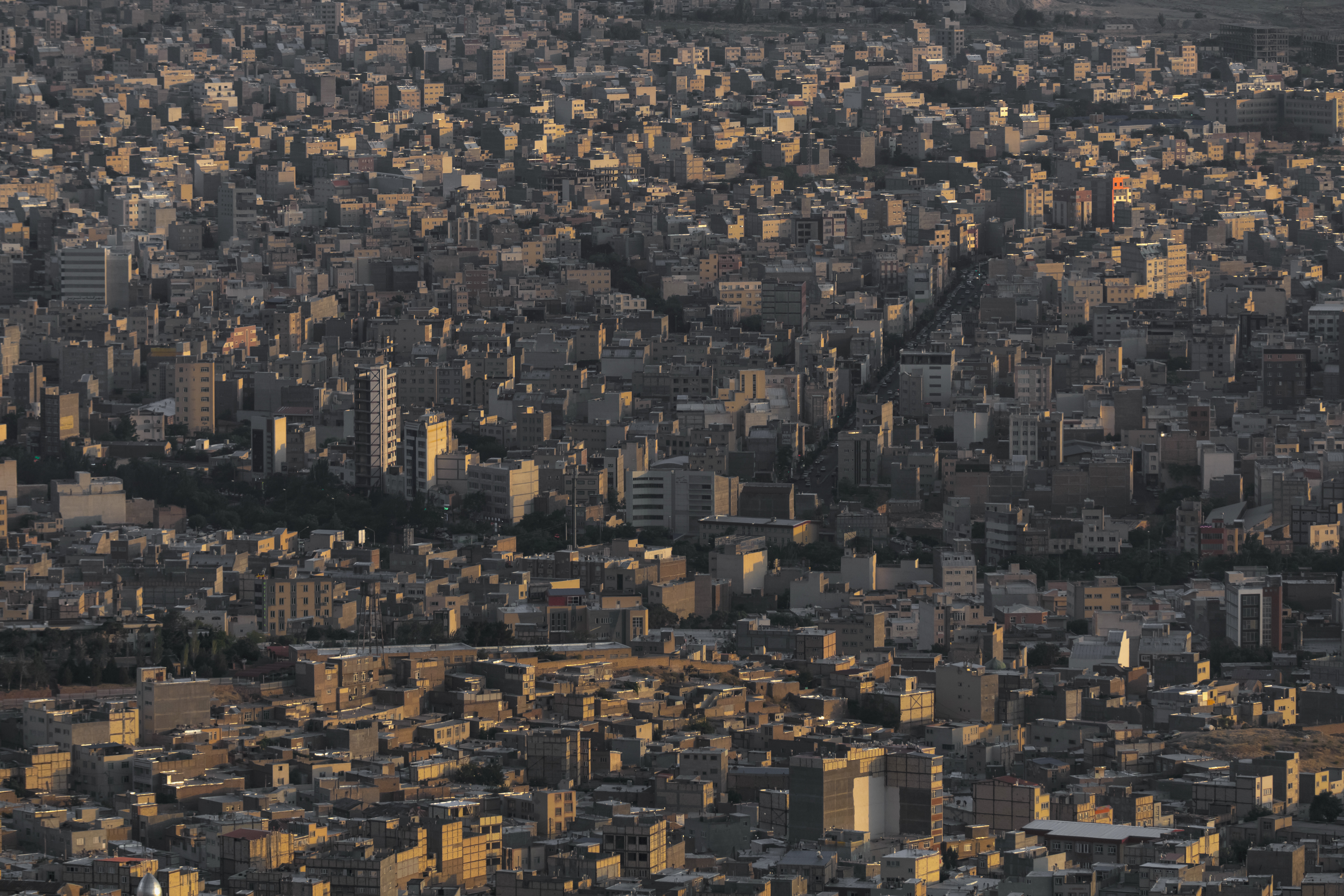
آپارتمان ها در شهر تبریز
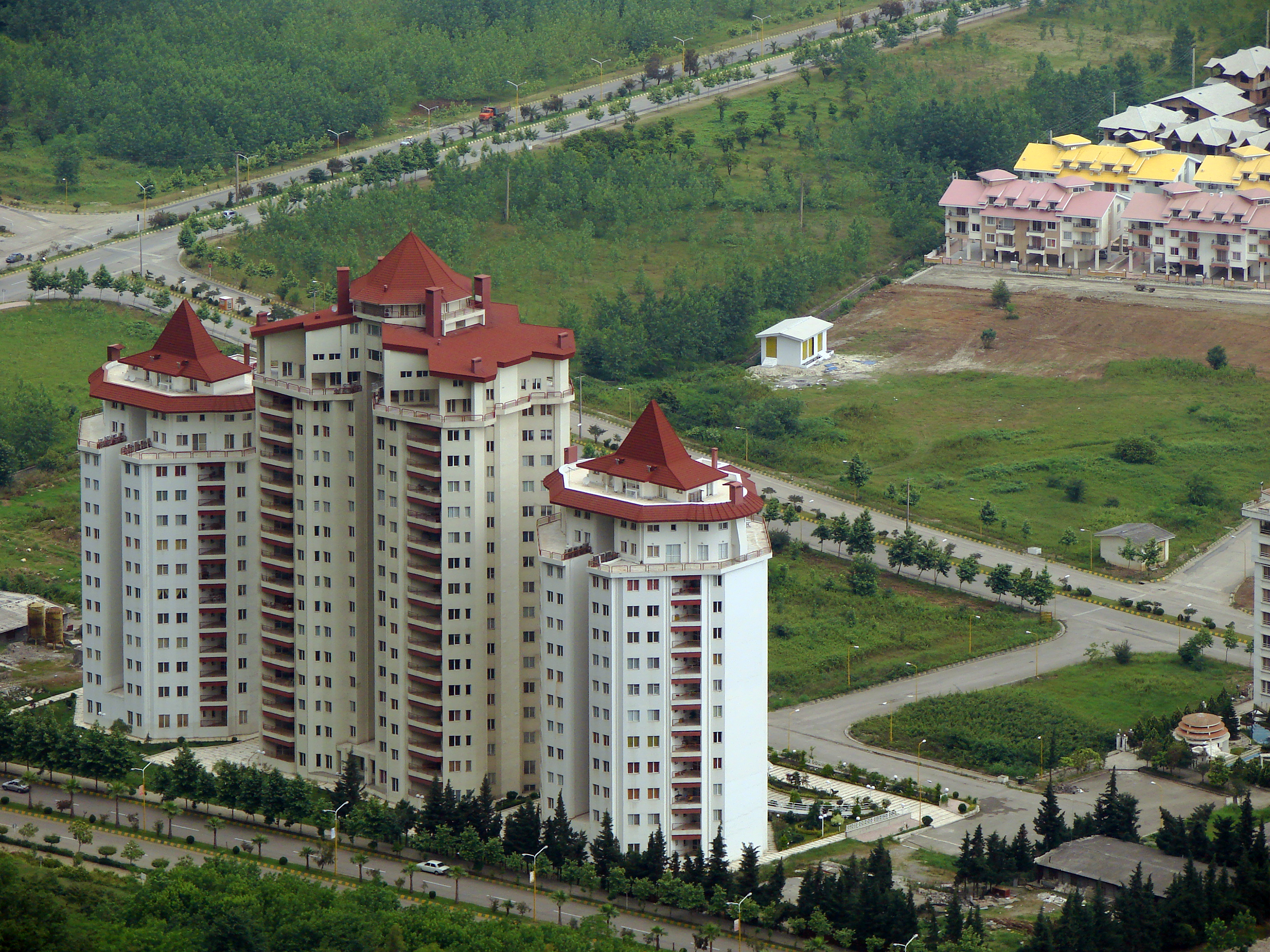
مجموعه آپارتمان مسکونی و تجاری در نمک آبرود مازندران
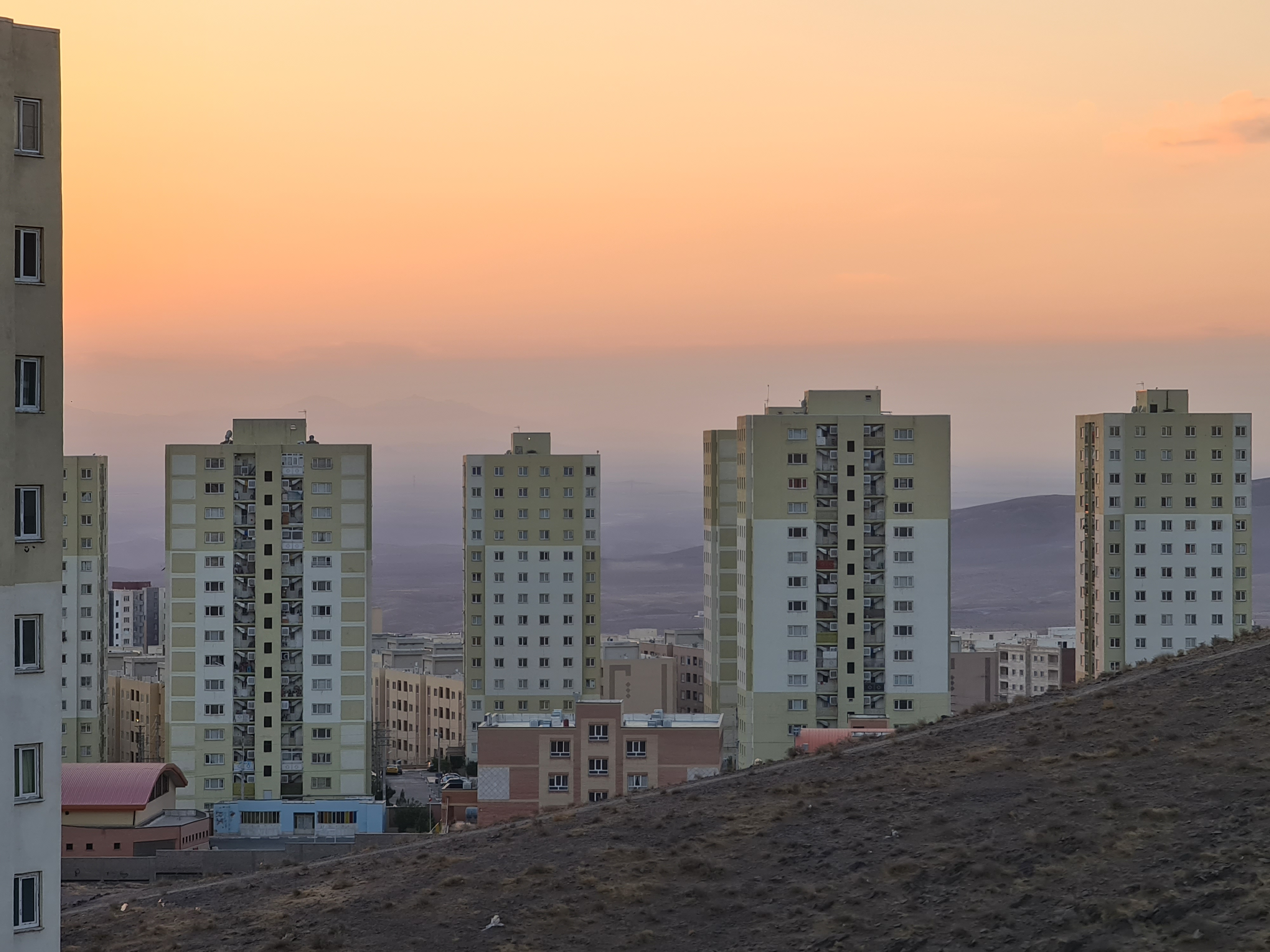
آپارتمان های مسکونی شهر پرند